# Typhlops lumbricalis
Typhlops lumbricalis este o specie de șerpi din genul Typhlops, familia Typhlopidae, descrisă de Linnaeus 1758. Conform Catalogue of Life specia Typhlops lumbricalis nu are subspecii cunoscute.